# 清溪川路
清溪川路（：／ Cheonggyecheonno */?）位於首爾特別市鍾路區，從東華免稅店十字路（太平路1街）到位於東大門區踏十里洞的新踏鐵橋，全程雙程六線行車，全長5.9公里。以黃鶴橋為基準，西北側是鍾路區，西南側是中區，東北側是東大門區，而東南側是城東區。

## 歷史
- 1966年11月：從東華免稅店十字路到興仁之門交叉路之間興建長約2.85公里的覆蓋道路。
- 1970年11月：到今日的古山子橋[2]部份的覆蓋道路完工。
- 1984年11月：道路名稱改為清溪川路。

## 途經
首爾特別市
- 鍾路區/中區 - 東大門區/城東區

## 路線
- 東華免稅店十字路 - 南大門路 - 三一橋 - 觀水橋 - 배오개橋 - 馬廛橋 - 五間水橋 - 茶山橋 - 黃鶴橋 - 無學橋 - 古山子橋 - 新踏鐵橋

## 參看
- 清溪川
- 清溪川復原工程